# Liku (Niue)
Liku – miejscowość w Niue (terytorium stowarzyszone z Nową Zelandią). Według danych ze spisu ludności w 2011 roku liczyła 70 mieszkańców – 37 kobiet i 33 mężczyzn. Siódma co do wielkości miejscowość kraju.